# Rugby 7 na Letnich Igrzyskach Olimpijskich 2016 – azjatycki turniej kwalifikacyjny kobiet
Azjatyckie kwalifikacje do olimpijskiego turnieju rugby 7 kobiet 2016 miały na celu wyłonienie żeńskiej reprezentacji narodowej w rugby 7, która wystąpi w tym turnieju jako przedstawiciel Azji. Zostały one rozegrane w formie dwóch turniejów przeprowadzonych w listopadzie 2015 roku.

## Informacje ogólne
W obu zawodach miało wziąć udział osiem reprezentacji, w tym Uzbekistan, zwycięzca rozegranych w marcu kwalifikacji, ostatecznie przystąpiło do nich jednak sześć drużyn. W pierwszej fazie reprezentacje rywalizowały systemem kołowym w ramach jednej sześciozespołowej grupy, a dwie czołowe drużyny awansowały do finału.
Pierwszy turniej został rozegrany 7–8 listopada 2015 roku na Hong Kong Stadium, drugi zaś w Tokio 28–29 listopada. W obu triumfowały Japonki, zyskały tym samym prawo udziału w olimpijskich zawodach, a do turnieju ostatniej szansy awans uzyskały Kazachstan, Hongkong i Chiny. W obu turniejach najwięcej punktów zdobywała reprezentantka Hongkongu Aggie Poon Pak Yan.

## Hongkong

### Faza grupowa
| 7 listopada 201510:28 | Japonia | 7:5 | Kazachstan | Hong Kong Stadium, Hongkong |
| 7 listopada 201510:28 |         | 7:5 |            | Hong Kong Stadium, Hongkong |

| 7 listopada 201510:50 | Chiny | 54:0 | Guam | Hong Kong Stadium, Hongkong |
| 7 listopada 201510:50 |       | 54:0 |      | Hong Kong Stadium, Hongkong |

| 7 listopada 201511:12 | Hongkong | 36:5 | Sri Lanka | Hong Kong Stadium, Hongkong |
| 7 listopada 201511:12 |          | 36:5 |           | Hong Kong Stadium, Hongkong |

| 7 listopada 201513:21 | Kazachstan | 46:7 | Guam | Hong Kong Stadium, Hongkong |
| 7 listopada 201513:21 |            | 46:7 |      | Hong Kong Stadium, Hongkong |

| 7 listopada 201513:43 | Japonia | 48:0 | Sri Lanka | Hong Kong Stadium, Hongkong |
| 7 listopada 201513:43 |         | 48:0 |           | Hong Kong Stadium, Hongkong |

| 7 listopada 201514:05 | Chiny | 0:5 | Hongkong | Hong Kong Stadium, Hongkong |
| 7 listopada 201514:05 |       | 0:5 |          | Hong Kong Stadium, Hongkong |

| 7 listopada 201516:10 | Sri Lanka | 22:7 | Guam | Hong Kong Stadium, Hongkong |
| 7 listopada 201516:10 |           | 22:7 |      | Hong Kong Stadium, Hongkong |

| 7 listopada 201516:32 | Chiny | 12:22 | Kazachstan | Hong Kong Stadium, Hongkong |
| 7 listopada 201516:32 |       | 12:22 |            | Hong Kong Stadium, Hongkong |

| 7 listopada 201516:54 | Japonia | 36:0 | Hongkong | Hong Kong Stadium, Hongkong |
| 7 listopada 201516:54 |         | 36:0 |          | Hong Kong Stadium, Hongkong |

| 8 listopada 201509:15 | Japonia | 53:0 | Guam | Hong Kong Stadium, Hongkong |
| 8 listopada 201509:15 |         | 53:0 |      | Hong Kong Stadium, Hongkong |

| 8 listopada 201509:37 | Chiny | 47:7 | Sri Lanka | Hong Kong Stadium, Hongkong |
| 8 listopada 201509:37 |       | 47:7 |           | Hong Kong Stadium, Hongkong |

| 8 listopada 201509:59 | Hongkong | 12:20 | Kazachstan | Hong Kong Stadium, Hongkong |
| 8 listopada 201509:59 |          | 12:20 |            | Hong Kong Stadium, Hongkong |

| 8 listopada 201512:20 | Sri Lanka | 7:31 | Kazachstan | Hong Kong Stadium, Hongkong |
| 8 listopada 201512:20 |           | 7:31 |            | Hong Kong Stadium, Hongkong |

| 8 listopada 201512:42 | Hongkong | 29:0 | Guam | Hong Kong Stadium, Hongkong |
| 8 listopada 201512:42 |          | 29:0 |      | Hong Kong Stadium, Hongkong |

| 8 listopada 201513:06 | Japonia | 5:12 | Chiny | Hong Kong Stadium, Hongkong |
| 8 listopada 201513:06 |         | 5:12 |       | Hong Kong Stadium, Hongkong |

### Faza pucharowa
| 8 listopada 201515:54 | Sri Lanka | 5:21 | Guam | Hong Kong Stadium, Hongkong |
| 8 listopada 201515:54 |           | 5:21 |      | Hong Kong Stadium, Hongkong |

| 8 listopada 201516:16 | Hongkong | 12:7 | Chiny | Hong Kong Stadium, Hongkong |
| 8 listopada 201516:16 |          | 12:7 |       | Hong Kong Stadium, Hongkong |

| 8 listopada 201517:46 | Japonia | 22:0 | Kazachstan | Hong Kong Stadium, Hongkong |
| 8 listopada 201517:46 |         | 22:0 |            | Hong Kong Stadium, Hongkong |

### Klasyfikacja końcowa
| Miejsce | Reprezentacja | Punkty |
| ------- | ------------- | ------ |
| 1       | Japonia       | 6      |
| 2       | Kazachstan    | 5      |
| 3       | Hongkong      | 4      |
| 4       | Chiny         | 3      |
| 5       | Guam          | 2      |
| 6       | Sri Lanka     | 1      |

## Tokio

### Faza grupowa
| 28 listopada 201510:00 | Japonia | 20:7 | Chiny | Chichibunomiya Rugby Stadium, Tokio |
| 28 listopada 201510:00 |         | 20:7 |       | Chichibunomiya Rugby Stadium, Tokio |

| 28 listopada 201510:22 | Kazachstan | 34:0 | Sri Lanka | Chichibunomiya Rugby Stadium, Tokio |
| 28 listopada 201510:22 |            | 34:0 |           | Chichibunomiya Rugby Stadium, Tokio |

| 28 listopada 201510:44 | Hongkong | 38:0 | Guam | Chichibunomiya Rugby Stadium, Tokio |
| 28 listopada 201510:44 |          | 38:0 |      | Chichibunomiya Rugby Stadium, Tokio |

| 28 listopada 201512:40 | Chiny | 36:7 | Sri Lanka | Chichibunomiya Rugby Stadium, Tokio |
| 28 listopada 201512:40 |       | 36:7 |           | Chichibunomiya Rugby Stadium, Tokio |

| 28 listopada 201513:02 | Japonia | 39:0 | Guam | Chichibunomiya Rugby Stadium, Tokio |
| 28 listopada 201513:02 |         | 39:0 |      | Chichibunomiya Rugby Stadium, Tokio |

| 28 listopada 201513:24 | Kazachstan | 29:5 | Hongkong | Chichibunomiya Rugby Stadium, Tokio |
| 28 listopada 201513:24 |            | 29:5 |          | Chichibunomiya Rugby Stadium, Tokio |

| 28 listopada 201515:20 | Guam | 7:22 | Sri Lanka | Chichibunomiya Rugby Stadium, Tokio |
| 28 listopada 201515:20 |      | 7:22 |           | Chichibunomiya Rugby Stadium, Tokio |

| 28 listopada 201515:42 | Kazachstan | 14:0 | Chiny | Chichibunomiya Rugby Stadium, Tokio |
| 28 listopada 201515:42 |            | 14:0 |       | Chichibunomiya Rugby Stadium, Tokio |

| 28 listopada 201516:04 | Japonia | 27:5 | Hongkong | Chichibunomiya Rugby Stadium, Tokio |
| 28 listopada 201516:04 |         | 27:5 |          | Chichibunomiya Rugby Stadium, Tokio |

| 29 listopada 201510:00 | Japonia | 49:0 | Sri Lanka | Chichibunomiya Rugby Stadium, Tokio |
| 29 listopada 201510:00 |         | 49:0 |           | Chichibunomiya Rugby Stadium, Tokio |

| 29 listopada 201510:22 | Hongkong | 7:17 | Chiny | Chichibunomiya Rugby Stadium, Tokio |
| 29 listopada 201510:22 |          | 7:17 |       | Chichibunomiya Rugby Stadium, Tokio |

| 29 listopada 201510:44 | Kazachstan | 36:0 | Guam | Chichibunomiya Rugby Stadium, Tokio |
| 29 listopada 201510:44 |            | 36:0 |      | Chichibunomiya Rugby Stadium, Tokio |

| 29 listopada 201512:40 | Hongkong | 36:7 | Sri Lanka | Chichibunomiya Rugby Stadium, Tokio |
| 29 listopada 201512:40 |          | 36:7 |           | Chichibunomiya Rugby Stadium, Tokio |

| 29 listopada 201513:02 | Chiny | 57:0 | Guam | Chichibunomiya Rugby Stadium, Tokio |
| 29 listopada 201513:02 |       | 57:0 |      | Chichibunomiya Rugby Stadium, Tokio |

| 29 listopada 201513:24 | Japonia | 5:7 | Kazachstan | Chichibunomiya Rugby Stadium, Tokio |
| 29 listopada 201513:24 |         | 5:7 |            | Chichibunomiya Rugby Stadium, Tokio |

### Faza pucharowa
| 29 listopada 201515:25 | Sri Lanka | 12:10 | Guam | Chichibunomiya Rugby Stadium, Tokio |
| 29 listopada 201515:25 |           | 12:10 |      | Chichibunomiya Rugby Stadium, Tokio |

| 29 listopada 201515:47 | Chiny | 19:10 | Hongkong | Chichibunomiya Rugby Stadium, Tokio |
| 29 listopada 201515:47 |       | 19:10 |          | Chichibunomiya Rugby Stadium, Tokio |

| 29 listopada 201516:15 | Kazachstan | 7:14 | Japonia | Chichibunomiya Rugby Stadium, Tokio |
| 29 listopada 201516:15 |            | 7:14 |         | Chichibunomiya Rugby Stadium, Tokio |

### Klasyfikacja końcowa
| Miejsce | Reprezentacja | Punkty |
| ------- | ------------- | ------ |
| 1       | Japonia       | 6      |
| 2       | Kazachstan    | 5      |
| 3       | Chiny         | 4      |
| 4       | Hongkong      | 3      |
| 5       | Guam          | 2      |
| 6       | Sri Lanka     | 1      |

## Klasyfikacja końcowa
| Miejsce | Reprezentacja | Punkty   | Punkty | Punkty | Status                     |
| Miejsce | Reprezentacja | Hongkong | Tokio  | Ogółem | Status                     |
| ------- | ------------- | -------- | ------ | ------ | -------------------------- |
| 1       | Japonia       | 6        | 6      | 12     | awans na LIO 2016          |
| 2       | Kazachstan    | 5        | 5      | 10     | awans do baraży o LIO 2016 |
| 3       | Chiny         | 3        | 4      | 7      | awans do baraży o LIO 2016 |
| 4       | Hongkong      | 4        | 3      | 7      | awans do baraży o LIO 2016 |
| 5       | Guam          | 2        | 2      | 4      |                            |
| 6       | Sri Lanka     | 1        | 1      | 2      |                            |